# Refinament d'àudio
El refinament d'àudio (més conegut com Audio Sweetening) és com s'anomena al procés de postproducció i edició del so d'un programa després de la producció d'estudi.
Actualment es fa digitalment, però originàriament va ser creat per casos en els que s'efectuaven grans treballs de muntatge amb cintes de vídeo.
Amb el refinament d'àudio s'eliminen els sons no desitjats, els sorolls bruts s'eliminen i s'apliquen una sèrie de filtres per augmentar la gamma baixa i alta; fent servir simuladors de tubs per corregir sons corromputs. També permetia afegir eco, reverberació o compressió i expansió per ajudar a millorar quelcom audible.

## Realització
El refinament d'àudio es pot dur a terme a diferents nivells:
1. Material addicional: Permet afegir material d'àudio extra a quelcom ja muntat, per exemple: música pels rètols, algun comentari...
2. Correccions: Millora el so d'una escena. Es pot, per exemple, reajustar les variacions de volum de les veus dels oradors. Mitjançant un curós filtratge es pot reduir la parla xiulant, els brunzits, retombs, sorolls de ventilació...
3. Realçament: Modificació de la qualitat del so per obtenir un major realisme o un efecte dramàtic; per exemple, afegint reverbació o modificant les qualitats tonals (equalització)
4. Mescla: Ajustament dels nivells de volum relatius de les pistes d'efectes i música per adequar-los al diàleg i l'acció
5. Continuïtat: Comprovació dels nivells de so, equilibri... no s'acusen diferències entre una presa i la següent quan s'han unit en el procés de muntatge.
6. Ponts: Addició de ponts d'efectes o de música entre les preses. Pot usar-se una pista comú durant tota una seqüència per assegurar una continuïtat en els nivells dels sons de fons sense produir salts o canvis en la qualitat. Pot atenuar-se quan serveix de fons al diàleg i realçar-se durant l'acció
7. Efectes addicionals: Poden afegir-se efectes sonors adequats durant el refinament d'àudio un cop s'hagin introduït efectes de vídeo a l'estudi. (Per exemple: explosions, desintegracions, raigs làser)
8. Regravacions: Substitució de seccions de la banda de so que no siguin satisfactòries, que s'hagin pogut espatllar, com a conseqüència del pas de vehicles, sorolls de fons...